# Prise d'Alger (1516)
Pour les articles homonymes, voir Expédition d'Alger.
La prise d'Alger en 1516, a été réalisée par les frères Arudj et Khayr ad-Din contre Salim at-Toumi, le gouverneur de la ville d'Alger.

## Contexte
Dès 1509, plusieurs villes portuaires furent forcés de payer un tribut au roi d'Espagne : Dellys, Cherchell, Mostaganem et Alger acceptent de livrer à Pedro Navarro le Peñon d'Alger qui contrôle l'accès au port, ce qui agaça les populations, qui feront appel aux corsaires Barberousses pour les délivrer de la menace espagnole. Discrédité et devenu impopulaire, Salam at-Toumi perd toute emprise sur la population algéroise; il cède aux exigences de la population et accepte l’intervention des frères Barberousse. 
En 1510, les Espagnols se sont établis sur une petite île en face d'Alger, le Peñon d'Alger, et ont forcé le souverain local Salim at-Toumi à accepter leur présence par le biais d'un traité et payer un tribut.

## Déroulement
Tandis que Khayr ad-Din conduisait une puissante flotte devant Alger, Arudj entraînant avec lui de nombreux contingents kabyles, longeait le littoral et, dépassant Alger, allait s'emparer de Cherchell occupée par un corsaire, un de ses anciens lieutenants nommé Kara-Hassan, qui aurait pu devenir un redoutable compétiteur. Laissant une petite garnison à Cherchell, Arudj revint sur ses pas, entra dans Alger et fit aussitôt dresser une batterie contre la forteresse espagnole du Peñon qui menaçait toujours la ville.

## Capture d'Alger
Un complot contre Arudj, fomenté par Salim at-Toumi était en train de se dérouler, Arudj y coupa court le 17 septembre 1516, en faisant étrangler le cheikh dans son bain et se fit proclamer souverain d'Alger.
Arudj s'empara de la ville. Les Algérois lui feront un accueil triomphal.

## Contre-attaques
La position des Barberousse demeure vulnérable : à deux cents mètres du rivage, la forteresse qui défend les abords d'Alger est encore aux mains des Espagnols, ainsi que la ville de Ténès, située dans ses environs immédiats et le Royaume de Tlemcen beaucoup plus loin, servent à approvisionner la garnison espagnole d'Oran.

## Conséquences
Khayr ad-Din succéda à Arudj après que ce dernier a été tué dans la bataille de Tlemcen contre les Espagnols en 1518, ainsi que d'hériter de son surnom « Barberousse ». La prise d'Alger en 1516, a été rendue possible grâce au soutien de l'empire Ottoman du Sultan Selim Ier. Ce soutien a pris fin avec la mort du Sultan en 1520, causant à Barberousse la prise de la ville par un chef local kabyle en 1520 et à la retraite à Djidjelli.